# Marcellus (Michigan)
Marcellus é uma vila localizada no estado americano de Michigan, no Condado de Cass.

## Demografia
Segundo o censo americano de 2000, a sua população era de 1162 habitantes.
Em 2006, foi estimada uma população de 1083, um decréscimo de 79 (-6.8%).

## Geografia
De acordo com o United States Census Bureau tem uma área de
1,8 km², dos quais 1,8 km² cobertos por terra e 0,0 km² cobertos por água. Marcellus localiza-se a aproximadamente 273 m acima do nível do mar.

## Localidades na vizinhança
O diagrama seguinte representa as localidades num raio de 20 km ao redor de Marcellus.